# Толмачёво (Ленинградская область)
Толмачёво (до 1919 года станция Преображенская) — посёлок городского типа в Лужском районе Ленинградской области, административный центр Толмачёвского городского поселения.

## История
Населённый пункт возник в 1858 году при строительстве железной дороги Санкт-Петербург — Варшава.

ПРЕОБРАЖЕНСКАЯ — станция железной дороги при реке Луге, число дворов — 3, число жителей: 13 м. п., 4 ж. п. (1862 год)

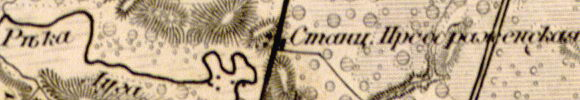
Станция Преображенская на карте 1863 года

Согласно материалам по статистике народного хозяйства Лужского уезда 1891 года, одно имение при станции Преображенская площадью 30 десятин принадлежало товариществу «П. Т. Ильин и К°», имение было приобретено в 1882 году за 1500 рублей; второе имение, площадью 135 десятин, принадлежала мещанину М. Я. Томасову, имение было приобретено частями с 1881 по 1887 год за 14 800 рублей. Кроме того, усадьба при станции Преображенская, принадлежала губернскому секретарю Николаю Петровичу Скобельцину.
В XIX — начале XX века станция административно относилась к Перечицкой волости 1-го стана Лужского уезда Санкт-Петербургской губернии.
По данным «Памятной книжки Санкт-Петербургской губернии» за 1905 год населённый пункт назывался посёлок Преображенское, 360 десятин земли в Преображенском принадлежали потомственному почётному гражданину Николаю Валентиновичу Сазикову, а также 5 десятин — архитектору Свиньину и наследникам профессора академии художеств Шишкина.
Посёлок при станции носил название Преображенской, так как в окрестностях станции квартировал Преображенский кавалерийский полк.
С 1917 по 1927 год существовала Толмачёвская волость Лужского уезда, в 1922 году переименованная из Перечицкой.
1 сентября 1920 года посёлок сельского типа Преображенский Преображенско-Толмачёвского поселкового совета Перечицкой волости Лужского уезда, был переименован в посёлок сельского типа Толмачёво в честь революционера Н. Г. Толмачёва.
1 июня 1925 года посёлок сельского типа Толмачёво был преобразован в дачный посёлок.
По переписи 1926 года население посёлка составляло 904 человека (444 м п., 460 ж. п.).
По данным 1933 года, Толмачёво было дачным посёлком и административным центром Толмачёвского сельсовета Лужского района, в который входили 13 населённых пунктов: деревни Болото, Жельцы, Заполье, Кемка, Пустынь, Ситенка и дачные посёлки Железо, Ляпунов Двор, Плоское, Скобельцино, Толмачёво, Шалога, общей численностью населения 2504 человека.
На 1 января 1935 года, население дачного посёлка Толмачёво составляло 1600 человек.
По данным 1936 года в состав Толмачёвского сельсовета входили 15 населённых пунктов, 1034 хозяйства и 7 колхозов.
1 ноября 1938 года дачный посёлок Толмачёво был преобразован в рабочий посёлок.
По областным административным данным население посёлка в 1939 году составляло 664 человека.
С 1 августа 1941 года по 10 февраля 1944 года — находился в оккупации.

## География
Посёлок расположен в центральной части района.
К востоку от посёлка проходит автодорога Р23 «Псков» (E 95, Санкт-Петербург — граница с Беларусью).
Расстояние до районного центра — 16 км.
Через посёлок протекает река Луга.

## Демография
| 1862  | 1926  | 1935  | 1939  | 1945  | 1949  | 1959  |
| ----- | ----- | ----- | ----- | ----- | ----- | ----- |
| 17    | ↗904  | ↗1600 | ↗1767 | ↗2191 | ↘2030 | ↗3377 |
| 1970  | 1979  | 1989  | 1997  | 2002  | 2007  | 2009  |
| ↗3650 | ↗3797 | ↗3948 | ↘3600 | ↘3378 | ↘3100 | ↘2862 |
| 2010  | 2012  | 2013  | 2014  | 2015  | 2016  | 2017  |
| ↗3232 | ↘3168 | ↘3055 | ↘2993 | ↘2956 | ↘2937 | ↘2911 |
| 2018  | 2019  | 2020  | 2021  | 2023  | 2024  | 2025  |
| ↘2862 | ↘2811 | ↘2760 | ↗2898 | ↘2855 | ↘2812 | ↘2762 |

Численность населения:

## Экономика
Толмачёвский завод железобетонных изделий и металлоконструкций на правом берегу р. Луга, Лужский завод железобетонных изделий на левом берегу р. Луга, Лужский комбикормовый завод.

## Транспорт
Два остановочных пункта пригородного железнодорожного сообщения: на правом берегу р. Луга — станция Толмачёво, на левом берегу — платформа Партизанская. На обоих останавливаются все проходящие пригородные электропоезда, кроме экспрессов Санкт-Петербург — Луга — Санкт-Петербург.
Пристань на реке Луге, расположенная на правом берегу реки у станции Толмачёво. До начала 1990-х гг. на реке существовала регулярная пассажирская линия Толмачёво — Хилок, в Толмачёво была судостроительная верфь и речной вокзал. В 1980-е гг. пассажирское сообщение осуществлялось на теплоходах типа «Зарница».
Осуществляется автобусное сообщение с г. Луга и ближайшими сельскими населёнными пунктами. Через левобережную часть посёлка проходят автобусные маршруты № 110 «Луга — Николаевское» и № 110Б «Луга — Осьмино».

## Образование и культура
В посёлке имеется средняя школа, официальное название — муниципальное образовательное учреждение «Толмачёвская средняя общеобразовательная школа им. Героя Советского Союза И. И. Прохорова». Официальная дата основания школы — 1 ноября 1901 года. Есть также музыкальная школа и детский сад. К числу образовательных учреждений относится Толмачёвский детский дом. Учреждения культуры представлены муниципальным учреждением «Социально-культурный центр досуга и отдыха», в состав которого входят дом культуры в Толмачёво, а также клубы и библиотеки в населённых пунктах Толмачёвского городского поселения

## Известные жители
Поблизости от современного посёлка, в усадьбе Затишье жил русский писатель М. Е. Салтыков-Щедрин.

## Достопримечательности
- Церковь во имя Преображения Господня, деревянная, 1888—1899 годов постройки, архитекторы Н. Э. Тейх и Н. В. Дмитриев[60]

## Улицы
124 км, Базарный переулок, Боровая, Боровой переулок, Водников, Вокзальная, Гражданский проезд, Дачная, Железнодорожная, Заводская 1-я, Заводская 2-я, Заводская 3-я, Заводская 4-я, Заводская 5-я, Загородная, Загородный переулок, Западная, Зелёный переулок, Земляничная, Комсомольская, Ленинградская, Лесная, Лужская, Малая Загородная, Малая Толмачёвская, Мира, Мичурина, Молодёжная, Морская, Набережная, Нагорная, Новая, Новый переулок, Парк, Парковая, Первомайская, Песочная, Пионерская, Пионерский проезд, Преображенская, Привокзальная площадь, Пристанская, Пристанский переулок, Пролетарская, Прохорова, переулок Прохорова, Рабочая, Речная, Свободы, проезд Свободы, Смоляная, Смоляной переулок, Советская, Сосновая, Сосновый переулок, Спортивная, Старый переулок, Толмачёва, переулок Толмачёва, шоссе Тосики, Хвойная.